# Leptosynapta parvipatina
Leptosynapta parvipatina är en sjögurkeart som beskrevs av Clark 1924. Leptosynapta parvipatina ingår i släktet Leptosynapta och familjen masksjögurkor. Inga underarter finns listade i Catalogue of Life.